# منتخب بروناي لكأس ديفيز
منتخب بروناي لكأس ديفيز (بالإنجليزية: Brunei Davis Cup team)‏ هو ممثل بروناي الرسمي في كرة المضرب في كأس ديفيز
.